# Jaume Sitjó
Jaume Sitjó Carbonell (Valls, ? - San Mateo, 1351) fue obispo de Lérida entre los años 1341 y 1348, y obispo de Tortosa (1348-1351).
Nacido en la ciudad de Valls, se trasladó a Lérida donde tenía canónicos familiares y estudió en el "Estudi General de Lleida".
Después de una elección con algunos retractores, el papa Juan XXII proclamó una bula con su nominación como obispo de Lérida en el año 1341.
En el año 1343 ordenó la distribución de las sepulturas que se hicieran en la catedral y en el claustro:
- El interior de la catedral estaba reservado para los obispos, reyes sus esposas y sus hijos y los fundadores de las capillas.
- En el claustro, la galería que correspondía a los pies de la iglesia era para los canónigos de la ciudad y miembros importantes de la nobleza.
- La galería norte para los canónigos forasteros y los miembros destacados de las artes o leyes.
- En un ángulo del claustro era para el servicio común de los fieles.

Escribió sobre el Quarto libro Decretalium un comentario extenso con el título Cigonina super Quarto libro Decretalium; del que se conservan dos ejemplares, uno en la biblioteca capitular de la Seo de Urgel y otro en la biblioteca de Feliniana de Lucca. Se había asociado este libro con la nigromancia y se sabe que la reina Violante lo había solicitado "para deshacer maleficios".
| Predecesor: Ferrer de Colom | Obispo de Lérida 1341 – 1348 | Sucesor: Esteve Mulceo |

| Predecesor: Bernat d'Oliver | Obispo de Tortosa 1348 - 1351 | Sucesor: Esteve Malet |